# Abdülhak Şinasi Hisar
Abdülhak Şinasi Hisar (antigament Abd al-Hakk Shinasi Hisar) (Rumelihisarı, 1888 - Beyoğlu, 1963) fou un escriptor turc nascut a la part europea d'Istanbul a la vora del Bòsfor el 1888, fill d'un modernista i apassionat d'aquest corrent. El seu pare era d'idees progressistes i el seu avi fou el darrer governador otomà de Belgrad.

## Obres
Va escriure diversos obres però la que el va fer famós fou Fahim Bey ve biz. Les seves obres principals són
- Fahim Bey ve Biz, 1941.
- Boğaziçi Mehtapları, 1942.
- Çamlıcadaki Eniştemiz, 1944.
- Geçmis Zaman Köşkleri, 1956.
- Ahmed Haşim, 1963.